# Olavius ullae
Olavius ullae är en ringmaskart som beskrevs av Erséus 2003. Olavius ullae ingår i släktet Olavius och familjen glattmaskar. Inga underarter finns listade i Catalogue of Life.